# Calendario Zaragozano
El Calendario Zaragozano es una publicación anual española que incluye una predicción meteorológica no científica del tiempo para un año, así como un almanaque. Este pequeño boletín se edita desde el año 1840 por Mariano Castillo y Ocsiero (es la persona que aparece en la portada de la publicación, y que se anuncia como el «Copérnico español»), e incluye esas predicciones. Ya desde las primeras publicaciones se hizo muy popular, sobre todo entre los campesinos. El contenido del pequeño boletín viene indicado por el subtítulo: «Juicio Universal meteorológico, calendario con los pronósticos del tiempo, santoral completo y ferias y mercados de España». Es frecuente encontrarlo comercializado en librerías y quioscos. El nombre del almanaque es un homenaje al astrónomo español Victoriano Zaragozano Zapater que en el siglo XVI elaboraba sus propios almanaques. Esta publicación, debido al éxito alcanzado en España, fue imitada en países de América Latina, como es el caso de Venezuela, donde en el siglo XIX se editaba el calendario de Rojas Hermanos.

## Características
Mariano Castillo y Ocsiero fue natural de Villamayor (Zaragoza) y realizó estudios en Madrid. Con el objeto de ganar algún dinero inició las primeras publicaciones que las tituló: «El firmamento». Tras ello al publicarse algunas ediciones se hizo añadir al título: "El verdadero y único legítimo calendario zaragozano para el año de (...), arreglado para toda España". Las predicciones se fundamentaban en el cálculo predictivo de la Luna y el Sol. El nombre Zaragozano era un homenaje al astrónomo español Victoriano Zaragozano Zapater, nacido en La Puebla de Albortón en el siglo XVI. Fue muy popular en su época, y posteriormente, elaborando almanaques en competencia con Jerónimo Cortés.